# Mouvement pour la paix dans la justice et la dignité
 (juin 2011).
Si vous disposez d'ouvrages ou d'articles de référence ou si vous connaissez des sites web de qualité traitant du thème abordé ici, merci de compléter l'article en donnant les références utiles à sa vérifiabilité et en les liant à la section « Notes et références ».

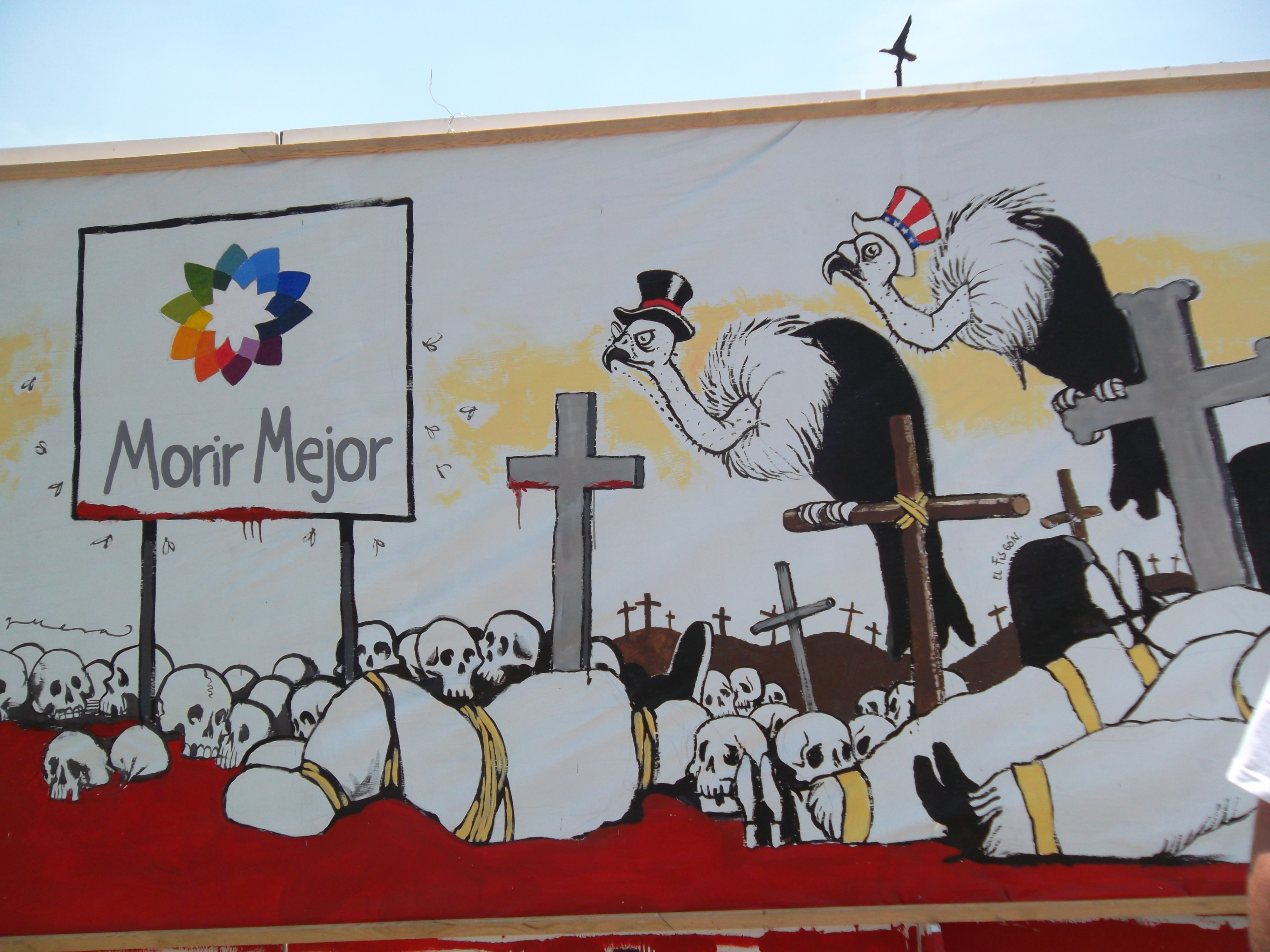
Peinture murale réalisée pour la marche pour la paix, le 8 mai 2011 à Mexico

Le Mouvement pour la paix dans la justice et la dignité a commencé le 28 mars 2011 au Mexique en réponse à l'actuelle guerre contre le narcotrafique dans ce pays. Le mouvement a été lancé par le poète mexicain Javier Sicilia, à la suite de la mort de son fils enlevé et assassiné près de la ville de Cuernavaca. Les manifestants demandent entre autres un changement de stratégie dans la guerre contre la drogue, qui a provoqué quelque 40 000 morts au Mexique depuis 2006.
Javier Sicilia est l'instigateur de deux mobilisations, la Marche pour la paix, de Cuernavaca à Mexico du 5 au 8 mai 2011, et la Caravane pour la paix, la justice et la dignité, de Cuernavaca à la ville frontalière de Ciudad Juarez du 4 au 12 juin 2011. Cette dernière culmine avec la signature du Pacte Citoyen pour la Paix.
Le 23 juin 2011 a lieu le Dialogue pour la Paix entre Javier Sicilia, des représentants des victimes civiles et le président de la république Felipe Calderón, au Château de Chapultepec.